# Marlowe - Omicidio a Poodle Springs
Marlowe - Omicidio a Poodle Springs (Poodle Springs) è un film per la televisione HBO del 1998 diretto da Bob Rafelson e interpretato da James Caan nei panni dell'investigatore Philip Marlowe.
È tratto dal romanzo Poodle Springs di Raymond Chandler e Robert B. Parker.

## Distribuzione
Il film fu trasmesso su HBO il 25 luglio 1998, mentre in Italia fu distribuito al cinema il 9 giugno 2000.